# Nasushiobara
Nasushiobara (那須塩原市, Nasushiobara-shi) és una ciutat i municipi de la prefectura de Tochigi, a la regió de Kanto, Japó. Nasushiobara és la ciutat més septentrional i la cinquena en població de la prefectura de Tochigi.

## Geografia
El municipi de Nasushiobara està situat al nord de la prefectura de Tochigi, a un territori muntanyós. Nasushiobara és la ciutat més septentrional de la prefectura, així com de la regió de Kantô i limita amb la prefectura de Fukushima al nord. El terme municipal de Nasushiobara limita amb els d'Ōtawara, Shioya i Yaita al sud; amb Nikko a l'oest i amb Nasu al nord; així com amb els municipis de Minami Aizu, Shimogō i Nishigō, tots tres de la prefectura de Fukushima, al nord.

### Clima
Nasushiobara té un clima continental humid caracteritzat per els seus estius càlids i hiverns freds amb fortes nevades. La temperatura anual de mitja de Nasushiobara és de 10,9 graus. La mitjana anual de precipitacions és de 1.475 mil·límetres amb setembre com el mes més humid. Les temperatures més altes tenen lloc a l'agost amb una mitjana de 23,5 graus i les més baixes al gener, amb una mitjana de 0,9 graus sota zero.

## Història
Abans de l'era Meiji, l'àrea on actualment es troba Nasushiobara es troba inhabitada degut a la seua manca d'aigua necessària per al treball agricola. El feu d'Ōtawara va construir séquies durant el període Tokugawa, tot i que sense ser prou. Tot i això, des dels començaments de l'era Meiji es van dur a terme obres com el canal de Nasu, així com projectes de desenvolupament rural i agràri, cosa que va fer que moltes famílies es traslladaren a la zona a finals del segle xix. Amb l'establiment del nou sistema de municipis l'1 d'abril de 1889, els pobles de Karino, Takabayashi, Nabekake, Nishi-Nasuno i Higashi-Nasuno; al districte de Nasu i Shiobara, al districte de Shioya es funden. Una part de Higashi-Nasuno esdevé part de la ciutat de Kuroiso el 1912. Shiobara esdevé vila el 1919 i Nishi-Nasuno fa el mateix el 1932. El 1955 la ciutat de Kuroiso s'annexiona els pobles de Takabayashi, Nabekake i la part encara independent de Higashi-Nasuno, alhora que Nishi-Nasuno s'annexiona Karino. Kuroiso esdevé ciutat el 1970 i Shiobara passa a ser part del districte de Nasu el 1982. L'actual ciutat de Nasushiobara va ser fundada l'1 de gener de 2005 fruit de la fusió de la ciutat de Kuroiso i les viles de Nishinasuno i Shiobara.

## Política i govern

### Alcaldes
En aquesta taula només es reflecteixen els alcaldes democràtics, és a dir, des de l'any 1947. En el cas concret de Nasushiobara, la llista comença el 2005, quan es fundà la ciutat.
| Alcalde            | Inici del mandat | Fi del mandat | Partit | Partit |
| Kisuke Hirayama    | 2005             | 2005          |        | Ind    |
| Jin Kurikawa       | 2005             | 2011          |        | Ind    |
| Kenji Akutsu       | 2012             | 2016          |        | Ind    |
| Hiroshi Kimijima   | 2016             | 2019          |        | PLD    |
| Michitarō Watanabe | 2019             | -             |        | Ind    |

## Demografia
| 1920   | 1930    | 1940    | 1950    | 1960   | 1970   | 1980   |
| ------ | ------- | ------- | ------- | ------ | ------ | ------ |
| 35.992 | 40.465  | 44.613  | 60.471  | 60.948 | 69.009 | 85.436 |
| 1990   | 2000    | 2010    | 2020    | 2030   | 2040   | 2050   |
| 97.771 | 110.828 | 117.706 | 115.799 | -      | -      | -      |

## Tranport

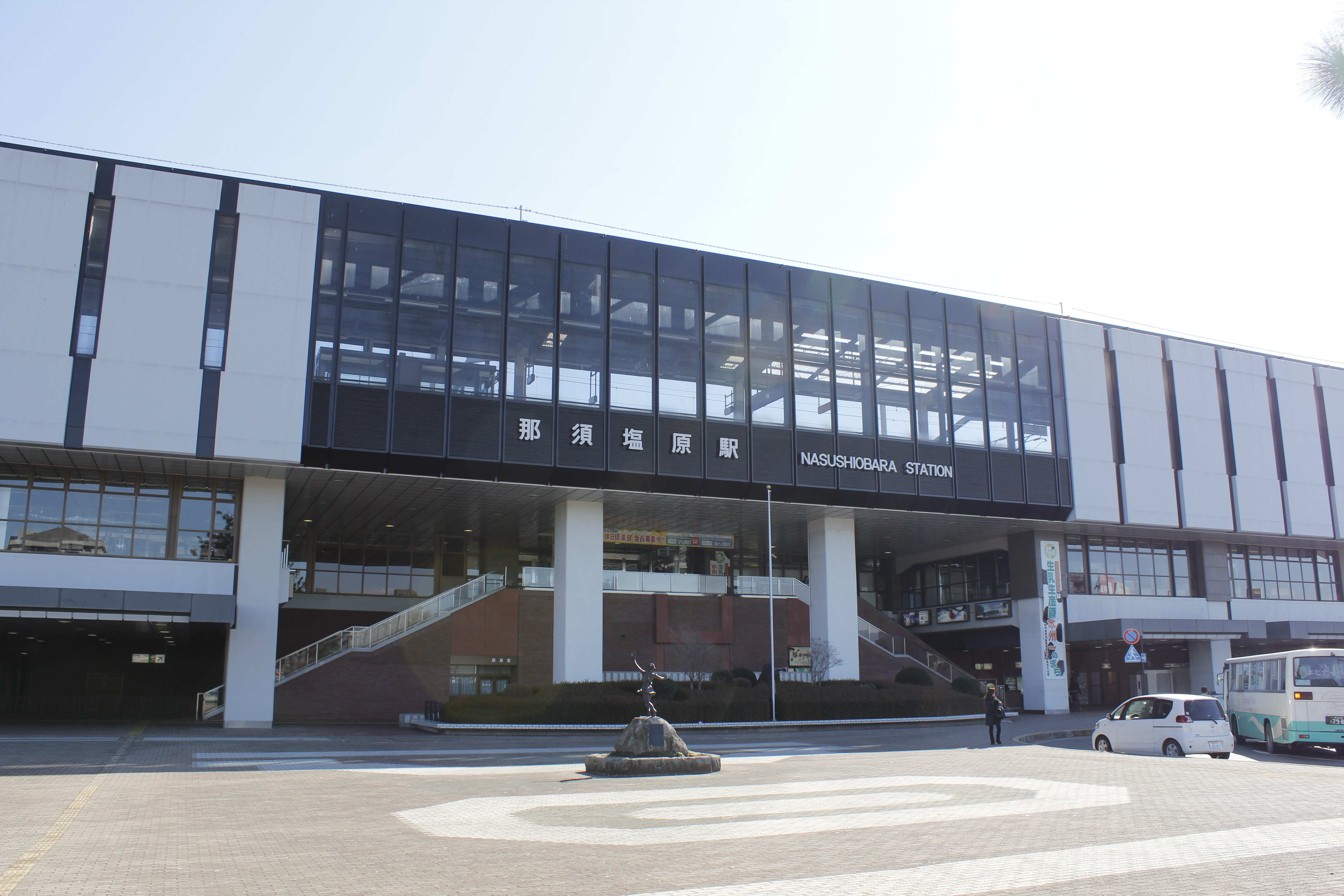
Estació de Nasushiobara

### Ferrocarril
- Companyia de Ferrocarrils del Japó Oriental (JR East)
  - Nasushiobara - Nishi-Nasuno - Kuroiso

### Carretera
- Autopista de Tōhoku
- Nacional 4 - Nacional 400 - Nacional 461

## Ciutadans il·lustres
- Hiromi Hara